# 姚萇
姚 萇（よう ちょう）は、五胡十六国時代後秦の創建者。字は景茂。羌の出身であり、本貫は南安郡赤亭（現在の甘粛省定西市隴西県の西部）。南安羌族の酋長姚弋仲の42人の子の第24子である。兄に姚襄がいる。
父の姚弋仲は羌の勢力を率いる後趙の将であった。兄の姚襄が羌の勢力を受け継いで独立を試みたが、前秦の苻黄眉と戦って敗死した。姚萇はこの後に苻堅に降ったが、苻堅が淝水の戦いで大敗を喫すると独立して苻堅を弑し、後秦を建国した。姚萇時代の後秦はおもに西燕の慕容沖や前秦の残党の苻登と戦った。

## 生涯

### 父・兄の時代
父の姚弋仲は南安羌族の酋長であったが、329年9月に後趙へ服属し、暴君といわれる3代君主石虎からも一目置かれる存在であった。やがて冉閔の乱により後趙の支配体制が崩壊すると、密かに元々の根拠地である関中に割拠しようと目論んだが、果たせぬままに病没した。後を継いだ兄の姚襄は当初東晋に称藩するも、やがて自立して大将軍・大単于を自称した。姚萇は兄に付き従って各地の征伐に帯同し、いつも重要な策略に参画したという。
やがて姚襄は父同様に関中での自立を模索するようになり、転戦を繰り返して357年3月には遂に関中へ進出したが、三原（現在の陝西省咸陽市淳化県方里鎮）において前秦軍に大敗を喫してしまい、混乱の最中に戦死してしまった。その為、姚萇は敗残兵を纏め上げると諸弟を伴って降伏し、以降は前秦に仕える事となった。

### 前秦の時代

#### 前秦の勇将
苻堅の時代になると揚武将軍に任じられ、幾度も大きな功績を挙げる事となった。
366年7月、輔国将軍王猛・前将軍楊安と共に、2万を率いて荊州北部の南郷郡を始めとした諸郡へ侵攻した。8月、南陽郡の新野県へも侵攻し、漢陽（漢江の北）の1万戸余りを捕らえてから軍を帰還させた。
同年12月、羌族の斂岐が略陽において前秦に反旗を翻して益州刺史を自称し、当時隴西に勢力基盤を築いていた李儼に臣従した。367年2月、姚萇は輔国将軍王猛・隴西郡太守姜衡・南安郡太守邵羌と共に1万7千の兵を率い、斂岐討伐に向かった。3月、前秦軍が略陽へ進撃すると、斂岐の部落民はかつて姚弋仲に属していたので、みな姚萇の到来を聞いて戦わずして降伏した。これにより前秦軍は略陽を制圧し、斂岐は白馬へ逃走した。姚萇は隴東郡太守に任じられ、当地の民の慰撫に当たった。
その後、左衛将軍に任じられ、汲・河東・武都・武威・巴西・扶風などの郡太守を歴任した。やがて再び揚武将軍に復帰して歩兵校尉を加えられ、さらに益都侯に封じられて食邑三百戸を与えられた。
また時期不明だが幽州刺史にも任じられている。
371年3月、西県侯苻雅・梁州刺史楊安・益州刺史王統・并州刺史徐成・羽林左監朱肜らと共に歩騎7万を率い、当時内乱が勃発していた仇池征伐に向かった。4月、前秦軍が鷲峡（仇池の北にある）へ進撃すると、楊纂（仇池の君主であるが、当時叔父の楊統と公位継承権を争っていた）は5万の兵を率いて応戦し、さらに東晋の梁州刺史楊亮は督護郭宝・ト靖に千騎余りを与えて楊纂を援護させた。前秦軍は峡中で楊纂軍に大勝して兵卒の3・4割を戦死させ、さらに陝中においては東晋軍を撃破して郭宝・ト靖を討ち取った。これにより楊纂は敗残兵を纏めて撤退したが、苻雅の軍勢が仇池まで侵攻すると遂に降伏し、武都に割拠していた楊統もまた降伏した。
373年9月、梁州刺史楊安を始めとした前秦軍が漢川へ侵攻すると、姚萇もまたこれに従軍した。前秦軍は11月までには東晋領であった梁州・益州・寧州・南秦州を支配下に入れ、姚萇は寧州刺史・領西蛮校尉に任じられて巴郡墊江県の守備に当たった。
374年5月、蜀人の張育・楊光らが兵2万を擁して前秦に反旗を翻すと、東晋の益州刺史竺瑶・威遠将軍桓石虔はこれに呼応し、兵3万を率いて墊江へ侵攻した。姚萇はこれを迎え撃ったが、敗北を喫してしまい広漢郡伍城県まで撤退した。竺瑶らはさらに巴東まで軍を進め、張育もまた蜀王を自称して成都を包囲したが、最終的に楊安・鄧羌の奮戦により反乱は鎮圧された。
376年5月、武衛将軍苟萇・左将軍毛盛・中書令梁熙らと共に13万の兵を率いて前涼征伐を敢行し、西河（黄河の上流にある敦煌・酒泉・張掖・武威一帯を漠然と指す）へ侵攻した。秦州刺史苟池・河州刺史李弁・涼州刺史王統もまた三州の兵を率いて後続となった。前涼君主張天錫は龍驤将軍馬建に2万の兵を与え、前秦軍を迎え撃たせた。8月、姚萇は梁熙・王統・李弁と共に清石津（允吾県の青巌山ふもとにある）から黄河を渡って河会城へ侵攻し、守将である驍烈将軍梁済を降伏させた。苟萇もまた纒縮城を攻略し、馬建を楊非から清塞まで後退させると、張天錫は征東将軍常據へ3万の兵を与えて洪池へ派遣し、自らもまた5万の軍で金昌城へ出征した。姚萇は兵3千を率いて苟萇軍の先鋒となると、迎え撃ってきた馬建軍1万を撃ち破り、馬建を降伏させた。これにより、他の前涼軍も逃散した。さらに苟萇軍は洪池へ進出して迎え撃ってきた常據軍を破り、さらに清塞まで侵攻して司兵趙充哲・中衛将軍史景率いる勇軍5万を赤岸において打ち破った。張天錫は数千騎を率いて姑臧へ撤退するも、前秦軍が姑臧まで進軍すると遂に降伏した。これにより涼州の郡県はみな前秦へ降伏した。
378年2月、長楽公苻丕・尚書慕容暐・武衛将軍苟萇は歩兵騎兵7万を率い、東晋領の襄陽へ侵攻した。姚萇もまた京兆尹慕容垂と共に5万の兵を苻堅から与えられて南郷より出撃し、苻丕らの軍勢に合流した。襄陽の守将である梁州刺史朱序は奮戦して城をよく守ったので、前秦軍は大いに苦しめられたものの、379年2月には遂に陥落させて朱序を捕らえる事に成功した。
383年5月、東晋の車騎将軍桓沖が北伐を敢行して襄陽へ侵攻すると、これに呼応して輔国将軍楊亮は蜀へ侵攻し、五つの城を陥落させて涪城へ迫った。6月、苻堅の命により、姚萇は後将軍張蚝と共に涪城救援に向かった。7月、姚萇らが斜谷へ進出すると、楊亮は撤退した。
やがて兗州刺史に任じられた。

#### 東晋征伐へ
この時期、苻堅は東晋征伐に強い意欲を燃やしていたが、群臣からは再三に渡り反対されており、賛成していたのは姚萇・慕容垂と貴族の子弟（若年の者の中には戦功を挙げて名を上げたいと願う者が多かった）のみであった。姚萇は慕容垂らと共にいつも苻堅へ、呉（東晋）の平定や封禅の事（天下統一後に行う天地への祭祀）について説いており、苻堅はますます江南攻略に意欲を燃やすようになり、この事について夜通しで語り合ったという。
同年8月、苻堅は東晋攻略を決行すると、陽平公苻融が歩兵・騎兵併せて総勢25万を率いる前鋒軍の総大将となり、姚萇は諸将と共にその傘下に入った。苻堅自らもまた戎卒60万余りと騎兵27万を率いて後軍となった。この時、姚萇は苻堅より龍驤将軍・都督益梁二州諸軍事に任じられた。
10月、前秦軍の前鋒は寿春を陥落させ、11月には淝水北岸まで進出したが、東晋の徐兗二州刺史謝玄に記録的な大敗を喫し、総退却する事となった（淝水の戦い）。これ以降、前秦に服属していた諸部族の謀反が各地で頻発するようになり、華北は大混乱に陥った。12月、苻堅は長安へ帰還し、姚萇もまた帰還した。

#### 慕容泓に敗れる
384年3月、前秦の北地長史慕容泓が反乱を起こし、華陰において自立を宣言した。苻堅は都督中外諸軍事苻叡に5万の兵を与えて討伐を命じ、姚萇はその司馬（参謀）となって共に華沢へ進撃した。
4月、前秦軍の襲来を聞いた慕容泓は大いに恐れ、部下を率いて関東へ逃走した。苻叡は勇猛ではあったが粗暴で敵を侮る癖があり、彼はすぐさま追撃して慕容泓を滅ぼそうとしたが、姚萇はこれを諫めて「鮮卑（慕容の一派）はみな郷里（関東）へ帰る事を望んでおり、故に乱を為したのです。ここは速やかに関中から出るよう命じるべきであり、これを遮ろうとしてはなりません。例え鼷鼠（ハツカネズミ）であってもその尾を取れば、人に歯向かって噛みつくものです。彼らは自らが困窮していることを知っておりますから、命がけで我らに向かってきましょう。万が一にも利を失えば、悔いても及びませんぞ！軍鼓を鳴らして彼らを従わせるのです。そうすれば、彼らは逃走するだけで我らを顧みる暇などないでしょう」と説いたが、苻叡は従わずに華沢へ出撃した。果たして苻叡は慕容泓に敗れ去る事となり、彼自身は戦死してしまった。

### 後秦（万年秦王）の時代

#### 万年秦王を称する
同月、姚萇は龍驤長史趙都・参軍姜協を苻堅の下へ派遣して敗戦を謝罪したが、苻堅は激怒して彼らを殺してしまった。姚萇はこれを聞いて恐れ、軍を放棄して渭北の馬牧場へ逃走した。すると、天水出身の尹緯・尹詳、南安出身の龐演を始め、陝西の豪族である趙曜・王欽盧・牛双・狄広・張乾らは5万家余りを引き連れて姚萇の下に集結し、彼を盟主に仰いで自立を勧めた。姚萇はこれを拒もうとしたが、尹緯は進み出て「今、百六の天命が集まっており、秦亡（前秦の敗亡）の兆は顕著に現われております。将軍（姚萇）の威霊（君主としての威光）・命世（世に名高い才）をもってすれば、必ずやこの艱難を匡済（乱れを正して救う事）する事が出来ましょう。故にこうして豪傑が馳せ参じ、みな等しく推仰しているのです。明公（姚萇）は心を降して議に従い、群衆の望みに沿うべきです。ただ座して彼らが沈溺していくのを見て、これを救わぬままでいてはなりません」と勧めた。
姚萇はこれを聞き入れて自立を決断し、大将軍・大単于・万年秦王を称すると、領内に大赦を下した（史家はこれをもって後秦の成立としている）。また、白雀という元号を定め、政務・事務全般を称制（皇帝に即位せずに政務を執ること）する事とした。尹詳・龐演を左右の長史に、姚晃・尹緯を左右の司馬に、狄伯支・焦虔・梁希・龐魏・任謙を従事中郎に、姜訓・閻遵を掾属に、王據・焦世・蔣秀・尹延年・牛双・張乾を参軍に、王欽盧・姚方成・王破虜・楊難・尹嵩・裴騎・趙曜・狄広・党刪らを将帥とした。
5月、姚萇は北地まで進出すると、この地を拠点として定め、兵を教練して兵糧を蓄えながら時勢の変化を見守った。
苻堅はかつて漢人の李祥ら数千戸を敷陸に移住させていたが、彼らはみな姚萇の挙兵を聞いて降伏した。華陰・北地・新平・安定の羌族や他の胡族でも姚萇に帰順する者は10万余りを数えた。

#### 苻堅との抗争
6月、苻堅は自ら歩兵騎兵2万を率いて姚萇征伐に乗り出し、北地の趙氏塢へ進撃した。また、護軍将軍楊璧らに遊騎3千を与えて退路を遮断させ、右軍将軍徐成・左軍将軍竇衝・鎮軍将軍毛盛らには水路を遮断させた。後秦軍はこれを阻もうとしたが、幾度も敗戦を喫した。後秦陣営には井戸が無かったので、前秦軍は安公谷を塞いで同官水に堰を造り、その運水路を遮断した。
当時、馮翊出身の游欽は衆数千を集めて頻陽に割拠しており、彼は姚萇に味方して水や粟を運んで届けようとしたが、楊璧がこれを尽く収奪した。後秦軍は水不足に喘ぎ、姚萇はこれを打開する為に弟の鎮北将軍姚尹買に精鋭2万を与え、堰を決壊させようとした。だが、鸛雀渠において竇衝率いる軍勢に敗れる事となり、姚尹買は戦死して1万3千の兵が討ち取られた。この事態に後秦の将兵は震えあがり、遂に渇死する兵も現れたが、そんな折に俄かに大雨が降り注いだ。陣営には三尺もの水溜まりが出来、さらに陣営の周囲百歩の範囲まで行き渡り、しばらくしてから降りやんだ。これにより後秦軍は士気を取り戻した。苻堅は食事中にこれを知り、食卓を離れて「天に心は無いのか。どうして賊営に恵を降らすか！」と嘆いたという。こうして難を逃れた姚萇は東へ退却した。
当時、慕容泓は10万の兵を擁して長安攻略を目論んでいたが、部下に暗殺され、その勢力は代わりに弟の慕容沖が率いるようになった。姚萇は西へ勢力を伸ばそうと考えていたが、依然として慕容沖の勢力が強大であることから、対立を招いて阻まれる事を懸念していた。その為、子の姚嵩を人質として慕容沖の下へ送り、講和を結んだ。やがて慕容沖は皇帝に即位し、西燕を建国した。
同月、姚萇は弟の征虜将軍姚緒に楊渠川に築いた大陣営を守らせると、自ら7万の兵を率いて前秦を攻撃した。苻堅は楊璧らに迎撃を命じたが、姚萇はこれに大勝して楊璧・右将軍徐成・鎮軍将軍毛盛・前軍将軍斉午ら数十人の将を捕縛した。だが、姚萇は彼らをみな礼遇し、無条件で釈放してやった（苻堅の矛先を西燕へ向ける為と思われる）。

#### 新平・安定を攻略
10月、西燕君主慕容沖が長安への攻勢を開始したとの報告が届くと、姚萇は群臣を集めて今後の方針について議論した。群臣はみな「天下を制する為には、大王（姚萇）は先んじて長安を押さえ、事業の根本を建立すべきです。然る後に四方の経略に当たるのです」と勧めたが、姚萇は「それは違う。燕（慕容沖）は懐旧の士（郷里に帰る事を望む者達の事。慕容沖率いる鮮卑の民は、みな苻堅により関東から長安へ移住させられた者達であった）を擁して起兵しており、もし功を成して事が達せられたとしても、みな東帰の思を抱いているのに、どうして久しく秦川（関中）を固めようとするだろうか！我は嶺北（九嵕山の北部。新平・北地・安定一帯）に兵を移し、広く軍需物資を収集しようと考える。そうして秦（前秦）が弊して燕（慕容沖）が帰るのを待っていれば、然る後に何もせずともこれ（長安）を取る事が出来よう。そうすれば兵の命を失う事なく、座して天下を定める事が出来るのだ。これこそ、卞荘（春秋時代の魯の卞荘子）の得二の義である（卞荘子は2頭の虎を殺そうと考えたが、1頭の牛を両虎が食べているのを見て、敢えて両虎が殺し合うのを待った。果たして両虎は食糧を巡って争い、片方は死に片方は瀕死となった。卞荘子は生き残った虎を悠々と仕留めた）」と答えた。
この時期、前秦の寧朔将軍宋方が騎兵三千を率いて雲中より長安救援に向かっていたが、姚萇は貳県より出撃してこれを破った。宋方は単騎で敗走したが、その司馬田晃は衆を率いて降伏した。
その後、長男の姚興に北地の守りを任せ、寧北将軍姚穆には同官川を守らせると、姚萇自ら兵を率いて新平へ侵攻した。
同月、新平へ到達すると、前秦の新平郡太守苟輔・遼西郡太守馮傑・蓮勺県令馮羽・尚書郎趙義・汶山郡太守馮苗らは籠城して抵抗した。後秦軍は山を造り地下道を掘って城攻めを行ったが、苟輔は城内の兵を指揮してこれに応じ、山上・地下で各々奮戦して1万以上の兵を討ち取った。さらに、苟輔は偽って降伏を申し入れて後秦軍を誘き寄せると、姚萇はこれを信じて新平城へ入ろうとするも途中で疑念を抱いて引き返した。だが、苟輔は兵を繰り出してこれを攻め、姚萇は逃げ延びたものの、1万人余りが打ち取られた。
385年1月、姚萇は諸将に新平攻撃を継続させると、自ら軍を率いて安定へ侵攻し、嶺北の諸城を尽く降伏させた。
4月、新平では兵糧が枯渇して矢も尽き、外からの救援も来なかった。姚萇は使者を派遣して苟輔へ「我は義をもって天下を取ろうとしている。どうして忠臣に仇をなそうか！卿はただ城中の人を率いて長安へ帰ればよい。我はただこの城を得たいだけなのだ」と説くと、苟輔はこれに同意して五千戸の民を率いて城を出た。だが、姚萇はこれを包囲して生き埋めにしてしまい、男女共に一人も残らなかった。ただ、馮傑の子である馮終のみが脱出して長安へ逃れた。

#### 苻堅殺害
5月、苻堅は慕容沖の攻勢に抗しきれず、遂に長安を放棄して五将山へと逃走した。6月、慕容沖が長安に入城すると、司隷校尉権翼・尚書趙遷・大鴻臚皇甫覆・光禄大夫薛讚・扶風郡太守段鏗を始めとした数百人が後秦へ亡命した。
7月、姚萇は故県より再び新平へ赴くと、驍騎将軍呉忠に騎兵を与え、五将山へ逃走した苻堅を包囲させた。これにより前秦の軍卒は逃散してしまい、傍に侍るのは侍御10数人のみであった。呉忠は苻堅の下へ到達すると、これを捕らえて新平へ送還した。姚萇は彼を別室に幽閉した。
8月、姚萇は苻堅へ伝国璽を差し出すよう求めて「この萇が次の暦数（自然に巡ってくる運命）に応じるのだ。そうなれば恩恵を与えてやろう」と言った。これに苻堅は目を見開いて激怒して「小羌（姚萇）が天子に迫ろうとはな。どうして伝国璽を汝のような羌に授けられようか。図緯・符命のいったいどこに（皇帝を名乗る）根拠を見出そうというのか。五胡の序列に汝のような羌の名は無い。天に違えて祥も無いというのに、どうして長らえる事が出来ようか！それに璽は既に晋に送っている。得るものなどないぞ！」と言い放った。姚萇はまた右司馬尹緯を派遣し、堯が舜に禅譲した故事を引き合いにして説得させた。だが、苻堅は尹緯を責めて「禅代（禅譲）とは聖人・賢人の事業であるぞ。姚萇のような叛賊が、どうして古人に擬えてよいだろうか！」と怒った。
苻堅はいつも姚萇を厚く遇して恩を与えていたので、それだけに怒りも甚だしく、幾度も姚萇を罵倒しては死を求めた。遂に姚萇は人を派遣して新平仏寺において苻堅を絞め殺した。だが、後秦の将士はこれを聞いてみな哀慟したので、姚萇は自らの悪名を隠そうと思い、苻堅へ壮烈天王と諡した。

#### 長安へ入城
10月、慕容沖は尚書令高蓋に5万の衆を与えて後秦征伐を命じた。姚萇は新平の南でこれを迎え撃ち、大勝を挙げて高蓋を降伏させた。
386年1月、姚萇は安定に赴いた。
2月、西燕君主慕容沖は長安を制圧して以降もなかなか関東に帰ろうとしなかった為、配下の鮮卑族の不満を買って誅殺された。3月、後を継いだ慕容凱は長安を放棄して東へ還る事を決断し、40万余りの鮮卑を伴って移動を開始した。これにより長安は空虚となった。
これに乗じ、かつて前秦で滎陽郡太守を務めていた趙穀らは、杏城に割拠する盧水胡の郝奴を長安へ招き入れた。郝奴は4千戸を従えて入城すると帝位を称し、渭北の勢力はみなこれに従った。当時、扶風出身の王驎は数千の衆を束ね、馬嵬（始平郡槐里県にある城）に割拠しており、郝奴は弟の郝多に討伐を命じた。4月、姚萇は安定より出撃し、王驎を攻撃して漢中へ敗走させた。さらには郝多も攻撃して捕らえ、勢いのままに長安目掛けて進撃した。郝奴は大いに恐れて降伏を請うと、姚萇はこれを受け入れて鎮北将軍・六谷大都督に任じた。こうして後秦軍は長安を支配下に入れた。
前秦の益州刺史王広は同年1月より前秦の河州刺史毛興と対立していたが、4月には敗北を喫して秦州へ敗走した。隴西鮮卑の匹蘭は逃走中の王広を捕らえて後秦へ送った。

### 後秦（皇帝）の時代

#### 皇帝即位
同年4月、姚萇は長安において帝位に即くと、領内に大赦を下し、建初と改元して国号を大秦と定めた。父の姚弋仲を景元皇帝と追尊し、妻の虵氏を皇后に、子の姚興を皇太子に立て、百官を設置した。自ら火徳をもって苻氏の木行を継ぐと宣言し、服飾については漢が周を継いだ故事（漢王朝は秦の正当性を否定し、周の後継王朝を標榜した）に倣うものとした。また、長安の呼称を常安と改めた。
6月、安定の民5千戸余りを長安に移した。
7月、後秦の左将軍姚方成は前秦の平涼郡太守金熙・安定都尉没弈干と安定郡の孫丘谷において交戦したが、敗北を喫してしまった。これを受け、姚萇は弟の征虜将軍姚緒を司隷校尉に任じ、長安を鎮守させると、自ら安定へ向かった。そして金熙らを撃ってこれを大破した。

#### 王統を降す
かつて、姚萇の弟の姚碩徳は傘下の羌族を従えて隴上に割拠していたが、姚萇が挙兵したと聞き、自ら征西将軍を名乗り、冀城において衆を集めて呼応した。さらには兄の姚襄の孫の姚詳を安遠将軍に任じて隴城に拠らせ、従孫の姚訓を安西将軍に任じて南安の赤亭に拠らせ、前秦の秦州刺史王統と対峙するようになった。
同月、姚萇は安定より出撃し、姚碩徳と合流して共に王統を攻めた。天水の屠各、略陽の羌・胡2万戸余りが姚萇に応じ、前秦の略陽郡太守王皮（王猛の子）もまた降伏した。
9月、王統は大いに恐れて秦州ごと後秦に降伏すると、姚萇はこれを受け入れ、王擢を尚書郎に抜擢した。また、姚碩徳を使持節・都督隴右諸軍事・征西将軍・秦州刺史・領護東羌校尉に任じ、上邽を鎮守させた。
10月、安定に帰還すると、姚萇は徳政を修め、恵化を布き、不急の出費を省く事に努め、時弊から庶民を救わんと志した。また、庶民の中でも豪壮なるものがいれば、みな顕彰した。
同月、朔方に割拠する匈奴鉄弗部の劉衛辰は強大な勢力を誇っており、姚萇は彼を味方に引き入れようと考え、大将軍・大単于・河西王・幽州牧の地位を与えた。

#### 苻登襲来
前秦の南安王苻登が南安を攻略し、夷人・漢人併せて3万戸余りを降伏させ、さらに姚碩徳の守る秦州へ侵攻した。姚萇は自ら救援に向かうも、胡奴阜（上邽の西に位置）において大敗を喫し、2万人余りが戦死した。この時、前秦の将軍啖青の放った弓に当たり、姚萇は怪我を負ったが、かろうじて上邽まで退却した。その為、姚碩徳が代わりに衆を束ねる事となった。後に苻登は皇帝に即位し、苻堅を殺害した姚萇への復讐を宣言した。
387年1月、姚萇は秦州の豪族3万戸を安定に移した。
4月、後秦の征西将軍姚碩徳は前秦の益州刺史楊定に迫られ、安定郡の涇陽まで後退した。楊定と前秦の魯王苻纂は共にこれを攻め、姚碩徳は大敗を喫した。姚萇は安定郡の陰密より救援に向かうと、苻纂は敷陸まで後退した。
7月、苻登はさらに後秦に逼迫し、瓦亭に屯営した。
同月、姚萇は盧水胡の彭沛穀の守る砦を攻めてこれを攻略し、彭沛穀を杏城まで退却させた。姚萇は陰密へ帰還し、皇太子姚興には長安を鎮守させた。

#### 蘭櫝・徐嵩を撃つ
9月、前秦の馮翊太守蘭櫝は魯王苻纂と連携して長安侵攻を目論んでいたが、苻纂の弟の苻師奴は政変を起こして苻纂を殺害すると、自らその勢力を従えるようになった。蘭櫝はこれを不当として苻師奴と対立するようになったが、この機に乗じた西燕君主慕容永からも攻撃を受けるようになり、遂に後秦に救援を要請してきた。姚萇は自ら救援に赴こうと考えたが、尚書令姚旻・左僕射尹緯は「苻登は近く瓦亭におり、この機に乗じて我らの背後を襲おうとするでしょう。陛下は軽々しく動くべきではありません」と諫めた。これに姚萇は「苻登の衆は強盛であるが、統制が取れておらず、すぐに動かす事は出来ない。それに登は慎重で決断力に乏しく、いつも好機を失している。我が自ら動くと聞いても、ただ兵や物資を集めるのみであり、必ずや軽々しく軍を深入りさせぬであろう。この両月の間に我は必ずや賊（苻師奴・西燕）を破り帰還する。もし登が至るとしても、何も為す事は出来ぬ。我が事は必ず成る」と答えた。9月、姚萇は泥源に侵攻して苻師奴に大勝し、苻師奴は鮮卑の勢力に亡命した。後秦は尽くその勢力を傘下に入れ、屠各（匈奴の一種族）の董成らもみな降伏した。
10月、姚萇はさらに進擊して河西に駐屯していた慕容永を攻め、これを退却させた。蘭櫝は再び守りを固くして降伏を拒んだので、姚萇はこれを攻撃し、12月には蘭櫝を捕らえてその兵馬を鹵獲した。こうして遂に杏城を支配下に入れた。
かつて前秦の中塁将軍徐嵩・屯騎校尉胡空は各々5千の兵を擁して砦に固く守っていたが、長安が姚萇の手に落ちると後秦に帰順し、官爵を授かった。だが、苻登が到来すると、徐嵩らは再び前秦に帰順するようになった。同年10月、姚方成は前秦の雍州刺史徐嵩の守る砦を攻め、これを攻略して徐嵩を捕らえた。そして徐嵩を三斬の刑（足・腰・頸の三か所を斬る事）に処し、その士卒を生き埋めにし、妻子を兵士に与えた。
かつて徐嵩・胡空が姚萇に帰順した時、姚萇は彼らを慰撫する為、両者の砦の間で王礼をもって苻堅を葬っていた。だが、徐嵩らが背いて姚方成が討伐した事を聞くと、苻堅の屍を掘り起こして幾度も鞭で打ち、衣服を剥ぎ取って裸とし、棘を巻き付けて直接穴に埋めた。
同時期、西燕の征西将軍王宣は兵を引き連れて後秦に降った。

#### 前秦軍に押される
388年2月、苻登が安定郡の朝那まで迫ると、姚萇もまた武都郡（安定との境界にある）まで軍を動かした。春になると両軍は幾度も戦いを繰り返すようになり、一進一退の攻防を繰り広げた。
7月、両軍ともに停戦し、軍を退却させた。かつて関中の豪族はみな、苻氏がすでに衰亡しており、姚萇は雄略があり世に名高い才を持っている事から、天下は後秦によりすぐ平定されると思っていた。だが、姚萇は既に苻登と数年に渡って相対し、幾度も敗戦を喫していたので、遠近の人はみな去就をどうすべきか迷うようになり、前秦に靡く者も増えていた。ただその中にあって、征虜将軍斉難・冠軍将軍徐洛生・輔国将軍劉郭単・冠威将軍弥姐婆触・龍驤将軍趙悪地・鎮北将軍梁国児らは忠節を守って二心を抱かず、みな子弟を留めて陣営を守らせ、兵糧の供給を続け、自ら精鋭を率いて姚萇の征伐にも従った。
当時、大雪が続いており、姚萇は下書して深く自らの咎を責めた。また、後宮の文綺（華麗な織物）や珍宝を散じて軍事の為に供出し、自らの食事を一味とし、妻にも華美な衣服を着ないようにさせた。戦争で亡くなった者へは、将帥には秩二等を加え、士卒にはみな褒贈した。さらに太学を立て、先賢（先代の賢人）の子孫を礼遇した。この頃、後秦が擁する陣営の数は非常に多くなっており、他と区別する為、姚萇の陣営は大営と称されるようになった。
10月、姚萇が安定に帰還すると、苻登は新平において食料を補充し、1万余りの兵を率いて姚萇の陣営を包囲した。そして四面より大哭させると、その後秦軍は多いに動揺した。姚萇はこれを嫌い、陣中の将兵にもこれに呼応して哭くよう命じた。やがて苻登は軍を退却させた。
姚萇はこれ以降も前秦軍と交戦するが、幾度も敗北を喫したという。

#### 大界を襲撃
389年2月、苻登は安定郡の大界に輜重を留めると、自ら1万余りの軽騎兵を率いて安定に割拠する羌族の密造堡を攻め、これを破った。
5月、姚萇は中軍将軍姚崇に命じて大界の輜重を襲撃させが、安丘において返り討ちに遭った。
7月、苻登は平涼に進んで後秦の右将軍呉忠らを攻め、これを破った。
8月、さらに苻登は苟頭原へ進出し、安定に迫った。諸将はみな姚萇へ決戦を請うたが、姚萇は「窮寇（追い詰められた敵）と直接勝ちを競うのは、兵家における下策である。我は謀でこれを取らん」と宣言し、尚書令姚旻に安定の守りを委ねると、夜闇に乗じて自ら3万の兵を率いて出撃し、輜重を置いている大界を奇襲してこれを攻め落とした。これにより苻登の皇后毛氏・子の苻尚を殺害し、数十人の将を捕らえ、男女5万人余りを略奪してから帰還した。
諸将はみな混乱に乗じて平涼にいる前秦軍本隊を攻撃すべきと進言したが、姚萇は「登の衆は乱れているといえども、その怒気はなお盛んである。軽々しく動くべきではない」述べ、これ以上の攻撃を中止した。苻登は残兵をかき集めると、胡空堡まで後退した。姚萇は安定の地が険しく、苻登の軍勢にも迫られていた事から、姚碩徳に安定を鎮守させると、安定の民千家余りを陰密に移し、弟の征南将軍姚靖に鎮守させた。

#### 前秦との相次ぐ抗争
この時期、長安に社稷を建立した。また百姓の中で70歳を超えて徳行のある者を中大夫に任じ、毎年牛酒を下賜する事とした。
9月、苻登が東へ軍を移すと、姚萇は姚碩徳に秦州の守宰（郡太守）を置かせ、従弟の姚常に隴城を守らせ、姚邢奴に冀城を守らせ、姚詳に略陽を守らせた。前秦の益州刺史楊定は隴城・冀城を攻めてこれを破り、姚常を殺害して姚邢奴を捕らえた。姚詳は略陽を放棄し、陰密へ逃走した。楊定は自ら秦州牧・隴西王を自称するようになり、前秦は彼が称する官爵を全て授けた。
12月、姚萇は東門将軍任瓫に命じ、偽って苻登の下へ降伏の使者を派遣させ、苻登の到来に呼応して安定の東門を開けると述べた。苻登はこれを信用して従おうとしたが、この時外で兵を率いていた征東将軍雷悪地はこれを聞き、急ぎ馬を飛ばして苻登の下へ参内して「姚萇には偽りが多いです。信じるべきでありません！」と訴えたので、苻登は取りやめた。姚萇はこれを聞き、諸将へ「この羌（雷悪地）が登（苻登）の下にいる限り、事は成らんぞ！」と嘆いた。
雷悪地は人並み外れた勇略を持っており、苻登は密かに彼を警戒していた。その為、雷悪地は災いを恐れ、衆を伴って後秦に降伏した。姚萇は彼を迎え入れ、鎮軍将軍に任じた。
390年3月、姚萇は前秦の扶風郡太守斉益男の守る新羅堡へ侵攻してこれを攻略し、斉益男は逃走した。苻登はこの機に乗じて隴東へ侵攻し、後秦の天水郡太守張業生を攻撃したが、姚萇が救援に到来すると退却した。

#### 魏曷飛を討つ
4月、前秦の鎮東将軍魏曷飛が衝天王を自称し、氐族・胡族を従えて後秦の安北将軍姚当成の守る杏城を攻めた。鎮軍将軍雷悪地もまた反旗を翻してこれに呼応し、鎮東将軍姚漢得の守る李潤を攻めた。姚萇は自ら出撃してこれを撃とうと考えたが、群臣はみな「陛下は六十里先の苻登を憂えていないのに、どうして六百里先の魏曷飛を憂えているのですか」と反対した。これに姚萇は「登（苻登）はすぐに滅する事は出来ないが、我が城もまた登にはすぐ抜く事は出来ぬ。悪地（雷悪地）の智略は常人ならざるものがあり、もし南の曷飛（魏曷飛）を引き込み、東の董成（屠各種であり、当時北地に割拠していた）と結べば、甘言・美説でもって奸謀を成し遂げ、杏城・李潤を得てこれを拠点とし、遠近を控制して（魏曷飛・董成と）互いに羽翼となるであろう。そうなれば長安の東北は我の有する地では無くなってしまう」と答え、密かに精鋭1千600を率いて出撃した。この時、魏曷飛・雷悪地は数万の衆を有しており、氐・胡でこれに帰順する者は後を絶たなかった。姚萇は各々の軍勢がみな集結しているのを見て、喜びの表情を浮かべた。群臣はこれを訝しんで尋ねると、姚萇は「曷飛（魏曷飛）らは同じ悪辣な輩を扇誘しており、その種類は甚だ多い。我がここで魁帥（主力軍）に勝利したとしても、その余党をすぐに平らげるのは容易な事ではなかった。だが今、烏の群れのようにみな集結しており、我が勝ちに乗じてこれを取れば、一挙でその巣穴を覆す事が出来る。そうすれば東北に余すところは無くなろう」と語った。
魏曷飛らは後秦の兵が少ないのを見て、軍を総動員して攻撃したが、姚萇は砦を固く守って戦わず、自らが弱勢である事を示し、油断を誘った。そして密かに子の中軍将軍姚崇に騎兵数百を与え、背後に回らせてその不意を突いた。これにより魏曷飛軍は擾乱し、これを見た姚萇は鎮遠将軍王超らを出撃させて攻撃した。これにより魏曷飛軍は崩壊し、王超は魏曷飛とその将兵1万余りを討ち取った。雷悪地が降伏を請うと、姚萇はこれを受け入れてこれまで通り待遇した。

#### 苟曜の内乱
7月、馮翊出身の郭質が広郷をもって前秦に帰順し、三輔の砦もみなこれに呼応したが、ただ鄭県出身の苟曜だけは衆数千を纏め上げて後秦に帰順した。姚萇は彼を豫州刺史に任じた。
貳城に割拠する胡族の曹寅・王達が後秦へ使者を派遣し、馬三千匹を献上してきた。姚萇は曹寅を鎮北将軍・并州刺史に、王達を鎮遠将軍・金城郡太守に任じた。また、南羌の竇鴦が5千戸を伴って後秦に帰順した。姚萇は彼を安西将軍に任じた。
姚萇は下書して、私怨により復讐した者はみな誅殺すると宣言した。また、将吏で亡滅した者は、跡継ぎを親しい者に従わせ、振給して養育するようにした。
391年3月、苻登は自ら後秦の安東将軍金栄の守る范氏堡を攻め降した。さらには渭水を渡り、京兆郡太守韋範の守る段氏堡を攻めたが、韋範はこれを撃退した。その後、苻登は曲牢へ進んでこの地に拠った。
4月、苟曜は密かに苻登へ寝返ろうと考え、使者を派遣して内応する事を約束した。これを受け、苻登は自ら曲牢より繁川へ向かうと、馬頭原に屯営した。5月、姚萇は軍を率いてこれを攻撃するも返り討ちに遭い、右将軍呉忠が戦死した。姚萇は敗残兵をかき集めると再び戦いを挑もうとすると、姚碩徳は諸将へ「上（姚萇）はいつも軽戦を慎み、計略をもって取るよう仰られてきた。今、戦って利を失ったが、さらに前に進んで賊に迫ろうとしている。これは必ずや何か理由があろう」と語ると、これを聞いた姚萇は「登の用兵は遅緩であり、虚実を理解していない。今、軽兵を直進させ、我（長安）の東に拠っている。これは必ずや苟曜の豎子（小僧）と共に謀を練っているのであろう。事が長引けば変は成り、その災いは測り難いものとなる。故にこれを速く討たねばならぬのだ。彼らの交わりが深くなって豎子の謀が成る前に、その作戦を敗散させるのだ」と答えた。そして進軍して決戦を挑んでこれを大破し、苻登を郿まで後退させた。
同月、前秦の兗州刺史強金槌は新平に拠っていたが、後秦に降伏して子の強逵を人質として差し出した。姚萇は数百騎を引き連れて強金槌の陣営に向かおうとしたが、群臣は強金槌の降伏は偽りの可能性があるとして、これに反対した。これに姚萇は「金槌は既に苻登の下を去っている。ここで我を図ろうものなら、どこに帰する場所があるというのだ！それに彼は徳を慕って帰附してきており、その誠をもって人質を委ねてきているのだ。これを信用して待遇せずして、どうして万物を御せようか！」と言い放った。そして姚萇がその陣営へ赴くと、強金槌配下の群氐はみな異謀を抱いており、みな姚萇を討つよう勧めたが、強金槌は従わなかった。
7月、苻登は新平へ侵攻するも、姚萇が救援に到来すると退却した。
12月、苻登は安定へ侵攻すると、姚萇は陰密へ出立してこれを迎え討とうとした。出立に際し、皇太子姚興へ「苟曜は奸変を好み、国に害を為さんとしている。我が北に向かったと聞き、必ずや汝の下へ到来して様子を窺うであろう。汝はこれを捕らえて誅するように」と命じた。苟曜は果たして姚興の動向を探る為に長安へ赴いたが、姚興は尹緯を差し向けてこれを捕らえ、その罪を咎めてから誅殺した。同月、姚萇は安定城の東へ進んで苻登を撃破し、路承堡まで退却させた。
姚萇は下書して、留台・諸鎮に各々学官を置かせ、廃れさせる事の無いように命じた。そして優劣を考試させ、才能に応じて抜擢させた。

#### 病床に伏す
392年3月、前秦の驃騎将軍没弈干は衆を率いて後秦に降伏した。姚萇は彼を車騎将軍に任じ、高平公に封じた。
同月、姚萇は病床に伏せるようになると、姚碩徳に李潤を鎮守させ、尹緯に長安を守らせ、代わりに姚興を招いて安定の行営を詣でさせた。姚興は長安を出立する前に、征南将軍姚方成の進言により、前秦からの降伏者である王統・王広・苻胤・徐成・毛盛の反乱を恐れて彼らを誅殺した。その後、姚萇の下に赴いたが、これを聞いた姚萇は怒って「王統兄弟は我が州里の者であり、二心など抱いていなかった。徐成らはみな前朝における名将であり、天下が少し安定すれば、我は彼らに任を与えようと思っていた。どうしてこれを誅害し、人の気を失わせるのか！」と詰った。
姚萇は下書して、兵吏で征伐に従い、戸が大営（姚萇の陣営）に在る者は、代々に渡りその家の賦役を免除すると宣言した。
7月、姚萇が病に倒れたと聞き、苻登は大いに喜び、再び安定へ迫り、城から90里の地点に布陣した。
8月、姚萇は小康状態まで回復すると、出撃して前秦軍を阻んだ。苻登もまた陣営より出て迎え撃とうとしたが、姚萇は安南将軍姚熙隆に別動隊を与えて前秦の陣営を奇襲したので、苻登は恐れて退却した。その後、姚萇は夜の内に兵を陣営の傍らより出し、静かに退却した。夜が明けて苻登の斥候が「賊の諸営は既に空です。どこに向かったかも分かりません」と告げると、苻登は驚いて「奴は何者なのだ。去る時も我に知られず、来る時も我に覚られなかった。死に瀕していると言うのに、忽然と現れる。どうして朕とこの羌を同世に生み、このように苦しめるのか！」と嘆いたという。遂に苻登は雍まで退却した。すると、姚萇もまた安定に帰還した。
10月、関中にいる巴蜀からの流民はみな後秦に背き、弘農に拠って前秦に帰順した。
393年4月、前秦の右丞相であった竇衝は前秦から離反し、秦王を名乗って自立した。7月、苻登は野人堡を守る竇衝を攻めると、竇衝は後秦に救援を要請した。これを受け、姚萇はどうすべきか軍議を開くと、尹緯は「太子の仁は厚く、遠近にもその評判は轟いております。しかしながら、英略については未だ知られておりません。ここは太子自ら赴かせ、苻登を撃って威武を広めておく事で、窺窬（隙を狙われる事）の始まりを防いでおくべきかと」と勧めると、姚萇はこれに従い、姚興へ救援を命じて「賊徒は汝が近いと知れば、必ずや堡に急ぎ戻る事であろう。これを遮断してしまえば、どうして勝てない事があろうか」と戒めた。姚興は兵を率いて胡空堡を攻めると、苻登は竇衝の包囲を解いてこれに赴いた。すると姚興は前秦の根拠地平涼を急襲し、大戦果を挙げてから帰還した。姚萇は再び姚興に長安を鎮守させた。
姚萇は下書して、妖言・謗言や赦前の姦穢を除くため、弾劾された者はみなその罪をもって罰を与えた。
8月、氐の酋長楊仏嵩は東晋に帰順して平遠将軍・護氐校尉の地位にあったが、東晋に反旗を翻し、胡蜀3千戸余りを伴って後秦に亡命した。楊佺期・趙睦はこれを追撃した。9月、楊佺期らは潼関において楊仏嵩を破ったが、後秦将軍姚崇は救援に到来すると、東晋軍を敗って趙睦を討ち取った。姚萇は楊仏嵩を迎え入れ、鎮東将軍に任じた。

#### 最期
12月、姚萇は長安へ赴かんとしたが、新支堡へ到達した所で病が悪化してしまい、それからは輿に乗って進んだ。長安へ帰還すると、太尉姚旻・尚書左僕射尹緯・右僕射姚晃・将軍姚大目・尚書狄伯支らを禁中に入れ、次期君主姚興の輔政をするよう遺詔を告げた。また、姚興へ向けて「この諸公（姚旻ら）を貶める者がいても，それを簡単に信じてはならぬぞ。汝は恩をもって骨肉（親族）を撫し、礼をもって大臣に接し、信をもって万物に待し、仁をもって庶民を遇するのだ。四者が備われば、我が憂うる事などない」と告げた。姚晃は涙を流して苻登に対する策を尋ねると、姚萇は「今、大業は成そうとしており、興（姚興）の才智であれば対処するには十分だ。どうしてそのような事を問おうか！」と答えた。
数日後、姚萇はこの世を去った。享年64。在位する事8年であった。姚興は秘して喪を発さず、叔父の姚緒に安定を鎮守させ、姚碩徳に陰密を鎮守させ、弟の姚崇に長安を守らせた。
395年5月、姚興は喪を発し、姚萇に武昭皇帝の諡号を送り、廟号を太祖とし、墓所を原陵と称した。

## 人物
聡明であり、権謀を巡らす事に長けていた。度量が大きく、自由奔放で飾り気の無い性格であり、徳行を積んだり学業に励む事は無かったが、諸兄からは一目置かれていた。

## 逸話
- 姚襄が後を引き継いで間もない頃、姚萇が袞衣を身に纏って御座（皇帝の玉座）に昇り、諸々の酋長がみな侍立している、という光景を夢で見た。姚襄は夜が明けると、群臣へ「我はこのような夢を見た。この子の志度は常人ならざるものがあるが、もしかしたら我が一族を大起させる事が出来るのかもしれんな」と語ったという。

- 352年3月、姚襄軍は前秦の将軍高昌・李歴と麻田（滎陽と洛陽の間に位置する）で交戦となったが、戦乱の最中に乗っていた姚襄の馬が流れ矢に当たり、死んでしまった。その為、姚萇は馬を下りて姚襄に差し出した。姚襄は「汝はどうやって免れるのか」と問うたが、姚萇は「ただ兄を救うのみです。それに、豎子（青二才）がどうしてこの萇を害することができましょうか」と答えた。この後、救援が到来したので、共に難を免れることができた。

- 姚萇が楊安の蜀征伐に従軍した時、水辺で昼寝をしていた所、天上より神光が煥然と降り注いだ。これを見ていた側近の者はみな、姚萇には特別な何かを持っていると感じたという。

- 苻堅は東晋征伐に際して姚萇を龍驤将軍に任じると、彼に対して「昔、朕は龍驤の位をもってこの業績の基礎を作ったのだ（苻堅はもともと龍驤将軍であった）。未だかつてこの位を他人に授けたことは無かったが、今特別にこれを授けるのだ。山南の事業は一切を委ねよう。卿は勉めるように！」と伝えて激励した。だが、これを聞いた左将軍竇衝が「王者とは戲言を発さぬものです。これは不祥の兆しですぞ！（苻堅の発言は姚萇が龍驤将軍の地位を継ぐ事で新たに国を興すという意味にも取られる）陛下がこれを察せられる事を願います」と苻堅へ忠告すると、苻堅は黙然としたという。

- 姚萇が帝位に即いた後の事、彼は群臣と宴会を行っていたが、宴もたけなわとなると群臣へ「諸卿はみな朕と共に北面して秦朝に仕えていたが、今こうして君臣の関係となった。さぞ恥ずかしかろう！」と戯れた。すると趙遷は「天が陛下を子とする事を恥じていないのに、臣らがどうして臣下となる事を恥じましょうか！」と答えたので、姚萇は大いに笑ったという。

- 386年9月、姚萇は前秦の秦州刺史王統を降した後、上邽において将士と共に酒宴を執り行った。南安出身の古成詵は進み出て「臣の州は人が豊かで地は険阻であり、俊傑が林の如くおり、用武の国（戦争に長けた地域）といえます。王秦州（王統）は賢才を選び集める事もなく、三分鼎足の時代においても、座して珠玉を愛でるのみでありました。そして今に至ったのです。陛下は秦州の金帛を散じて六軍に施し、賢人や善人を表彰し、辺境の州の望みに適っていただけますよう」と勧めると、姚萇はこれに同意した。

- 389年1月、姚萇は前秦に度々敗れていたので、苻登が苻堅からの神助を受けていると考えた。その為、苻堅の像を軍中に作らせると、祈祷して「臣（姚萇）の兄である襄（姚襄）は、臣へ復讐を命じました。新平での禍は、臣は襄の命に従ったのみであり、臣の罪ではありません。苻登は陛下にとっては傍系の親族でありますが、それでもなおこうして復讐しようとしております。それなのに臣がどうして兄を忘れられましょうか！それに、陛下は臣に龍驤の位をもって業を建てるよう仰られました。臣はその言葉を違えてはおりません！今、こうして陛下の像を立てました。陛下はこれ以上臣の過ちを咎めませんよう」と告げた。苻登は楼に登ると、遠くの姚萇へ向けて「臣下が主君を弑し、その像を立てて福を求めようとはな。これでどうして益がもたらされると思うか！」と述べ、さらに大声で「弒君の賊である姚萇はどうして出てこない！我と汝で決しようぞ！」と呼びかけたが、姚萇は応じなかった。これ以降も、戦況は有利にならず、軍中でも毎夜のように変事が起こったので、遂に姚萇は像の首を切り落として前秦に送った。

- 389年、敦煌出身の索盧曜は苻登暗殺を姚萇へ願い出た。姚萇は「卿が難に徇じた（国家の為に死ぬ）場合、誰に報いればよいか」と尋ねると、索盧曜は「臣の死後は、友人である隴西の辛暹を取り立てて下さいますよう」と答えた。そして姚萇は彼を刺客として送ったが、事は露見してしまい、苻登に誅殺された。姚萇は生前の言葉通り、辛暹を騎都尉に取り立てた。

- 389年8月、姚萇が大界の陣営を奇襲した時、前秦の皇后毛氏は陣営にいたが、彼女は弓を構えて馬に跨り、数百人の壮士を率いて戦った。だが、多勢に無勢であり、後秦軍に捕らえられた。姚萇は彼女を後宮へ納めようと考えたが、毛氏は「姚萇め。先には天子（苻堅）を殺し、今は皇后を凌辱しようとするのか。皇天后土がどうして汝などを容れようか！」と罵り、号泣したので、姚萇は彼女を殺した。

- 389年末、尹緯・姚晃は古成詵へ「苻登の窮寇は年を重ねても滅する事が出来ない。また奸雄が鴟峙（強勢を誇って相手と対峙する事）し、各地を乱して扇動し、夷夏（異民族・漢民族）問わず二心を抱いている。これをどうすべきか」と問うと、古成詵は「主上の権略は限りなく、信賞必罰によって賢能の士はみな心より推戴しております。どうして大業を成せず、氐賊を滅せ無い事を患いましょうか！」と答えた。これに尹緯は「しかし登の窮寇は未だ滅していない。奸雄もまた各地で扇合している。我らはどうしてこれを恐れずにいられようか」と問うと、古成詵は「三秦は天府の国であり、主上はその10のうち既に8を領有しております。今、ここで憂慮すべきなのは苻登・楊定・雷悪地のみであり、その他の瑣瑣（細々としている勢力）など、どうして論ずるに足りましょうか！それに悪地の領土は狭く衆も少なく、これも憂うには足りません。苻登は烏合や犬羊（規律も統一も無い者）を頼みとし、かろうじて息をしているの過ぎません。その智勇を計りますに、至尊（姚萇）に匹敵するものではありません。覇王の起には、必ずや駆除があり、然る後に大業を克定するのです。昔、漢・魏が興った時、みな十年余りをかけて海内を一つにしております。五・六年程度では久しいとも言えないでしょう。主上の神略は内に明らかであり、英武は外に発せられており、天下に敵となる者はおらず、余力のみで登など取れましょう。願わくば、徳を布いて仁を行い、賢を招いて士を納め、兵を鍛えて馬を養い、天機を待たん事を。もし鴻業が成せなかったならば、詵は腰斬して明公に謝しましょう」と答えた。尹緯はこの会話を姚萇に伝えると、姚萇は大いに喜び、古成詵を関内侯に封じた。

- 雷悪地が後秦に降伏して以降、彼はいつも他者へ「我は自らの智勇が一時の傑に足ると自負していた。諸雄を見渡しても我が徒も同然であり、一方に割拠して千里に号令すると、みな応じてきた。だが、姚翁に遇してからは、その智力の前にしきりに挫折させられた。故に我が分を悟ったのだ！」と語ったという。

- かねてより姚萇は戦功を表彰する為、姚当成に命じて陣営の柵孔に樹木を1本、その都度植えさせていた。1年余り過ぎてから、姚萇は姚当成に状況を問うと、姚当成は「営地が狭くなっており、広げようと考えております」と答えた。だが、姚萇はこれに対して「我は結髮して以来戦いを重ねてきたが、このような快となる事は無かった。千六百の兵をもって3万の兵を破ったのだ。国の事業とは限りを決めて挙事するべきである。営地は小であるからこそ奇なのであり、どうして大をもって貴と為そうか！」と言い放った。

- 姚萇はおおざっぱな性格で言葉を着飾る事をしなかったので、群臣に過失があると面と向かって侮辱した。権翼は進み出て「陛下は弘達である事を自任しており、小節にこだわらずに、群雄を思うがままに従え、俊英を包括し、嫌を捨てて善を記しており、漢の高祖（劉邦）の量を有していると言えましょう。しかしながら、軽慢の風だけは除くべきかと」と諫めた。これに姚萇は「我の性格である。我は舜の美を手に入れようとしているが、未だその欠片を得ていない。しかし、漢祖の短については、既にその一つを収めてしまっている。もしこの進言を聞かなかったならば、どうしてこの過ちに気づけただろうか！」と述べ、権翼に感謝した。

- 391年12月、姚萇は安定において苻登を破ると、戦勝祝いとして盛大に酒宴を開いた。諸将はみな「もし魏武王（姚襄）がここにいたならば、この賊を今に至るまで存続させなかったでしょうな。陛下は慎重が過ぎておりましょう」と述べると、姚萇は笑って「我が亡兄に及ばぬ所は四つある。兄の身長は八尺五寸、臂は膝を過ぎる程長く、人望があってみなより畏敬されていた。これが一つ。10万の衆を率いて天下を争衝し、麾（軍旗）を望んで進めばその前を遮る者はいなかった。これが二つ。温故知新を旨とし、道芸を講論し、英雄を使いこなし、俊異なる者を収羅した。これが三つ。大衆を統率するや、わが身を顧みず奮戦し、上下はみな喜んで死力を尽くした。これが四つ。だが、功業を建立する為には、群賢を駆使し、算略を良く見極めてその中の一片を採る必要があるのだ」と答えると、群臣はみな万歳を称した。

- 姚萇の病状が悪化して長安へ移動する最中、彼は夢を見た。その内容は、苻堅が天官の使者や鬼兵数百を引き連れて陣営に突入するというものであり、姚萇は恐れて宮殿へと走ったが、宮人は姚萇を迎え入れて鬼を攻撃したが、誤って姚萇の陰部に刺さってしまった。これを見た鬼は互いに「急所に当たったぞ」言い合った。矛が引き抜かれると、1石余りも出血があった。そこで姚萇は目が覚めたが、動機が収まらず、遂に陰部に腫れものが出来た。医者がこれを開くと、夢同様に出血していた。姚萇は遂に錯乱して「臣萇が申し上げます。陛下を殺した者は兄の襄であり、臣の罪ではありません。願わくば臣を枉さぬ事を（柱とは無実の罪に陥れる事）」とうわ言を言うようになったという。

- 姚萇が長安を支配下に入れると、隴西郡首陽県の名士である王嘉（『拾遺記』の著者）を礼遇し、いつも傍近くにおいて何か事案があれば相談していた。やがて姚萇が苻登と対峙するようになると、王嘉へ「我は苻登を殺して天下を定める事が出来るかね」と問うた。すると王嘉は「略する（掠め取る）事は出来ましょう」と答えた。これに姚萇は怒って「手に入れる時には『得』という言葉を使うのだ。どうして『略』などと言おうか！」と言い放ち、彼を処刑してしまった。

## 宗室

### 后妃
- 虵氏（皇后位：386年 - 393年、太后位：393年 - 397年）
- 孫氏 - 皇妃。姚興の即位時に太后に追尊された。姚興の生母とする説がある。

### 子女
- 姚興（秦天王、366年 - 416年）
- 姚崇（斉公、? - 400年頃）
- 姚顕（常山公、? - 412年頃）
- 姚邕（済南公）
- 姚平（義陽公、? - 402年）
- 姚沖（? - 409年）
- 姚嵩（安城公、? - 416年）
- 南安公主